# Lophogaster multispinosus
Lophogaster multispinosus är en kräftdjursart. Lophogaster multispinosus ingår i släktet Lophogaster och familjen Lophogastridae. Inga underarter finns listade i Catalogue of Life.